# منصة ذيلية رافعة

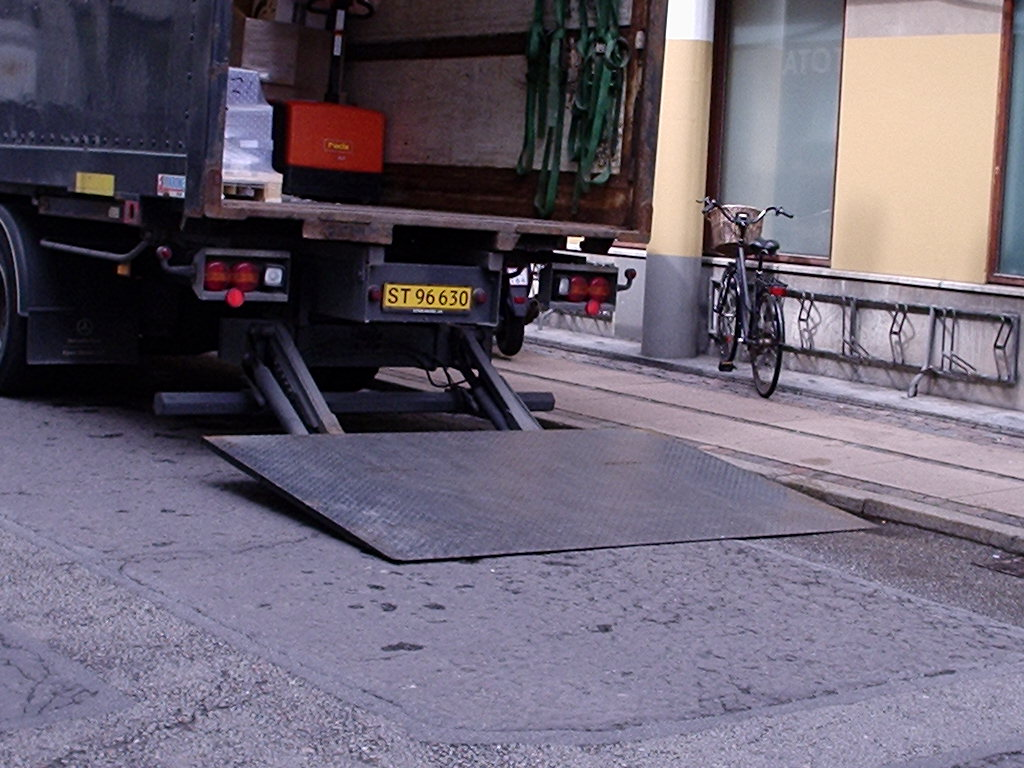
منصة ذيلية رافعة في وضع الانخفاض

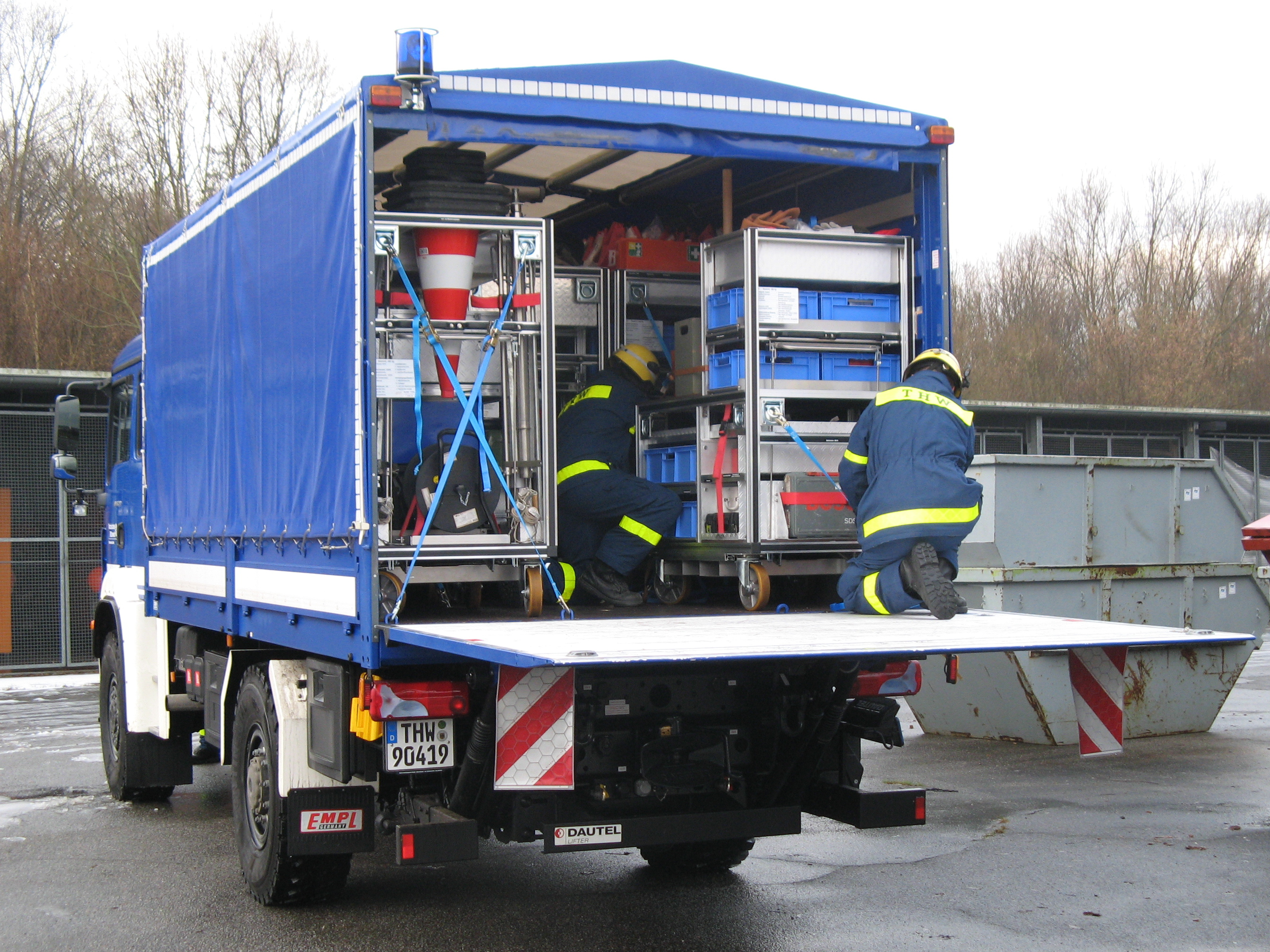
منصة ذيلية رافعة في وضع الارتفاع

المنصة الذيلية الرافعة هي منصة قادرة على الارتفاع ومثبتة في ذيل المركبات المخصصة لتقل الحمولات الثقيلة مثل الشاحنات أو عربات النقل. تسمى المركبات الحاوية على هذه الآلية باسم مركبات رفع الذيل.
يسهل وجود المنصة الذيلية الرافعة من تحميل البضائع والحمولات إلى الشاحنات، ومن تنزيلها منها.